# Aeroporto Internacional de Turim
O Aeroporto de Turim (em italiano: Aeroporto di Torino) (código IATA: TRN; código ICAO: LIMF), também conhecido como Aeroporto de Turim-Caselle) (Aeroporto di Torino-Caselle), é um aeroporto que serve Turim, uma cidade em Piemonte, uma região do norte de Itália. É ainda nomeado de Aeroporto Sandro Pertini (Aeroporto Sandro Pertini), em homenagem ao antigo presidente italiano Sandro Pertini.
O aeroporto está focado no renascimento da Alitalia. Localiza-se 16 km a norte do centro de Turim.

## Infraestruturas
O aeroporto reside numa elevação de 300m acima do nível médio do mar. Tem uma pista de 3300 por 60m, designada 18/36, com superfície de asfalto.
Todo o aeroporto cobre uma área de mais de 57 mil metros quadrados.
A pista 36 tem o certificado III B ILS (Sistema de Aterragem por Instrumentos) para a aproximação com alcance visual inferior a 200m, mas não inferior a 75 metros.
A Alenia Aeronautica tem um escritório no aeroporto e outro em San Maurizio Canavese.